# Kirchengemeindeleitung
Die Kirchengemeindeleitung, zumeist ein Gremium, führt die Geschäfte einer Kirchengemeinde. Bezeichnung, Bestellung und Befugnisse unterscheiden sich je nach Religionsgemeinschaft erheblich.
Die römisch-katholische Kirche kennt hierfür den Pfarrverwaltungsrat, teilweise auch als Stiftungsrat, Kirchenvorstand oder Kirchenverwaltung (in Bayern und Österreich auch Pfarrgemeinderat) bezeichnet. Handelt es sich jedoch um eine öffentlich-rechtliche Körperschaft wie in vielen Kantonen der Schweiz, untersteht die Kirche staatlichem Recht (im dualen System) und die Kirchgemeinde untersteht der Leitung der Kirchenpflege (im Gegensatz zur Pfarrei unter der Leitung des Pfarrers oder Gemeindeleiters und dem Pfarreirat).
Auf protestantischer Seite herrscht eine große Vielfalt. Folgende Bezeichnungen sind üblich:
- Kirchenvorstand (Evangelisch-Lutherische Kirche in Bayern, Evangelisch-lutherische Landeskirche in Braunschweig, Evangelisch-lutherische Landeskirche Hannovers, Evangelische Kirche in Hessen und Nassau, Evangelische Kirche von Kurhessen-Waldeck, Lippische Landeskirche, Evangelisch-Lutherische Landeskirche Sachsens, Evangelisch-Lutherische Landeskirche Schaumburg-Lippe)
- Gemeindekirchenrat (Evangelische Landeskirche Anhalts, Evangelische Kirche Berlin-Brandenburg-schlesische Oberlausitz, Evangelische Kirche in Mitteldeutschland, Evangelisch-Lutherische Kirche in Oldenburg)
- Kirchengemeinderat (Evangelische Landeskirche in Baden, Evangelisch-Lutherische Kirche in Norddeutschland, Evangelische Landeskirche in Württemberg)
- Ältestenkreis (Evangelische Landeskirche in Baden (wenn Pfarrgemeinde keine Kirchengemeinde ist) und einige Freie evangelische Gemeinden; andere sprechen von Gemeindeleitung und Gemeindeleitern)
- Presbyterium (Evangelische Kirche der Pfalz, Evangelische Kirche im Rheinland, Evangelische Kirche von Westfalen, Evangelisch-reformierte Kirche (zum Teil auch Kirchenrat), Evangelische Kirche A.B. in Österreich, Evangelische Kirche A.B. in Rumänien)
- Kirchengemeinderat (manche Landeskirchen der Schweiz, zum Beispiel Reformierte Kirchen Bern-Jura-Solothurn)
- Kirchenpflege (manche Landeskirchen der Schweiz, zum Beispiel Evangelisch-reformierte Landeskirche des Kantons Zürich)
- Kirchenstand (Evangelisch-reformierte Kirche des Kantons Schaffhausen)
- Gemeindevorstand (Evangelisch-methodistische Kirche)

## Bedeutung in der römisch-katholischen Kirche

### Bei öffentlich-rechtlicher Anerkennung
In Gebieten, in welchen die römisch-katholische Kirche im Rahmen einer staatlich anerkannten Landeskirche den Status einer öffentlich-rechtlichen Körperschaft hat, unterscheidet man zwischen den kirchlichen und den staatsrechtlichen Gremien. So gibt es neben einem (kirchenrechtlichen) Pfarreirat (auch Pfarrgemeinderat), der für die Belange des Pfarreilebens verantwortlich zeichnet, analog zum Gemeinderat der politischen Gemeinde eine (staatskirchenrechtliche) Kirchenpflege für die öffentlich-rechtliche Kirchgemeinde, welche sich in erster Linie um die staatlich geregelten Belange (Kirchensteuern, Finanzverwaltung, Anstellungsverträge, u. a. m.) kümmert. Die kirchlichen Liegenschaften wiederum gehören im Normalfall einer Stiftung (Pfarrkirchenstiftung).
Die öffentlich-rechtliche Anerkennung ist an gewisse Bedingungen gebunden. In der Schweiz sind dies die demokratische Ausgestaltung. Während in der Pfarrei alle Katholiken mitreden können, sind dies in der Kirchgemeinde nur stimm- und wahlberechtigte. Im Kanton Zürich wurden die diesbezüglichen staatlichen (kantonalen) Gesetze und Verordnungen auf das Jahr 2010 dahingehend angepasst, dass das Stimm- und Wahlrecht in kirchlichen Belangen neben dem Wohnort nicht mehr von der in staatlichen Belangen maßgebenden Staatsangehörigkeit, sondern von der Taufe und der Konfessionszugehörigkeit abhängen.

### Nach Kirchenrecht
Die Organisation nach Kirchenrecht, wo kein staatliches übergeordnetes Recht zur Anwendung kommt, siehe: Pfarrverwaltungsrat

## Bedeutung in der Altkatholischen Kirche
In altkatholischen Kirchen, wozu auch die Christkatholische Kirche der Schweiz zählt, wird die dort einfach „Gemeinde“ genannte kirchliche Gemeinde durch ein Gremium geleitet. Das Gremium heißt in Deutschland „Kirchenvorstand“, in Österreich „Gemeindevorstand“, in der Schweiz „Kirchenrat“ und in den Niederlanden Collegiaale Bestuur.
Primäres Leitungsorgan einer altkatholischen Gemeinde ist jedoch die Gemeindeversammlung, auf der alle wichtigen Beschlüsse (z. B. Haushaltsplan, Pfarrerwahl) gefasst werden. Hierin unterscheidet sie sich grundlegend von protestantischen Kirchen, bei denen der Gemeindeversammlung nur eine untergeordnete Rolle zukommt.

## Bedeutung in den evangelischen Kirchen
Im Namen „Ältestenkreis“ oder „Presbyterium“ kommt die für die evangelischen Kirchen typische geistliche Dimension des Amtes zum Ausdruck. Betont wird also das evangelische Grundanliegen des allgemeinen Priestertums aller Gläubigen und die Ablehnung der römisch-katholischen Trennung in geweihte Priester (Klerus) und Laien. Infolgedessen haben die evangelischen Leitungsorgane weit umfassendere Mitspracherechte als ein römisch-katholischer Pfarrgemeinderat, insbesondere auch in den Bereichen Seelsorge und Gottesdienstgestaltung. Auch sind die Laien in der Gemeindeleitung üblicherweise an der Ausspendung des  Sakramentes im Abendmahlsgottesdienst beteiligt. Die Grundordnung der Evangelischen Landeskirche in Baden bestimmt etwa in § 20 Abs. 1 S. 2: Der Ältestenkreis „leitet die Gemeinde und trägt die Verantwortung dafür, dass der Gemeinde Gottes Wort rein und lauter gepredigt wird, die Sakramente recht verwaltet werden und der Dienst der Liebe getan wird.“
- Vergleiche zur historischen Entwicklung des Ältestenamtes Presbyter.

## Rechtliche Regelungen in den evangelischen Kirchen
Da die EKD aus verschiedenen lutherischen, reformierten und unierten Kirchen besteht, unterscheidet sich auch die Stellung des Leitungsorgans der Gemeinden stark und hängt von der jeweiligen Kirchenverfassung und dem auf dieser Grundlage erlassenen Kirchenrecht ab. Gemeinschaften, die nicht der EKD angehören, kennen ohnehin eigene kirchenrechtliche Regelungen. In der EKBO gilt das aktuelle Ältestenwahlgesetz (ÄWG) in der Fassung vom 25. April 2015.

### Gliedkirchen der EKD

#### Evangelische Landeskirche in Baden
Die Evangelische Landeskirche in Baden baut auf den Pfarrgemeinden auf. Für diese ist die Zuordnung zu einem Pfarramt konstitutiv, § 11 Abs. 1 der Grundordnung (GO). Die Pfarrgemeinde wählt aus ihrer Mitte Männer und Frauen zu Kirchenältesten, die mit dem Pfarrer bzw. der Pfarrerin den Ältestenkreis bilden, § 20 Abs. 1 GO. Das aktive Wahlrecht haben die Gemeindeglieder bereits mit Vollendung des 14. Lebensjahres, die Kandidaten müssen dagegen spätestens am Wahltag 16 Jahre alt sein, §§ 13 ff. GO.
In bewusster Abweichung vom staatlichen Recht kennt die Badische Landeskirche kein Listen-, sondern ein Mehrheitswahlrecht (vgl. dazu und zum Folgenden die Kirchliche Wahlordnung mit Durchführungsbestimmungen). Die Ältestenkreiswahlen finden alle sechs Jahre statt, zuletzt im Jahr 2019. Die Legislaturperiode ist auf die der württembergischen Kirchengemeinderäte abgestimmt, um in Baden-Württemberg einen einheitlichen Wahltermin zu erreichen. Die Ältestenwahlen finden als allgemeine Kirchenwahlen statt, es werden also alle kirchlichen Wahlämter gleichzeitig neu besetzt. Jeder neu gewählte Ältestenkreis wählt daher auch Mitglieder der Synode des Kirchenbezirks, die neue Bezirkssynode wiederum Synodale der Landessynode. Auch die Gemeindeversammlung wählt nach den Kirchenwahlen ihren Vorsitzenden neu.
Beratend können dem Ältestenkreis auch Pfarrvikare, ein Vertreter der Religionslehrer, der Vorsitzende der Gemeindeversammlung und Bezirkssynodale angehören, § 22 GO. Wählt der Ältestenkreis einen gewählten Ältesten zum Vorsitzenden, so ist der Gemeindepfarrer sein Stellvertreter und umgekehrt. Der Ältestenkreis hat umfassende Befugnisse. Er wählt den Gemeindepfarrer, entscheidet über Anträge auf Aufnahme in die Kirche, über Meinungsverschiedenheiten nach den Lebensordnungen (Zulässigkeit von Taufe, Konfirmation, kirchlicher Trauung und Bestattung in Zweifelsfällen), wirkt an den Gottesdiensten mit, verwaltet das Gemeindevermögen und trifft sonst alle Entscheidungen, die von einiger Bedeutung für die Pfarrgemeinde sind (§ 20 GO). Die Sitzungen sind grundsätzlich nicht öffentlich (§ 13 Abs. 3 LWG).
Vom Ältestenkreis zu unterscheiden ist der Kirchengemeinderat als Leitungsgremium der Kirchengemeinde (§§ 27 ff. GO). Normalerweise bilden mehrere rechtlich unselbständige Pfarrgemeinden eine rechtsfähige Kirchengemeinde. Dieser ist im Unterschied zur Pfarrgemeinde kein Geistlicher zugeordnet. Der Kirchengemeinderat wird dann aus Mitgliedern der Ältestenkreise gebildet. Es kommt aber häufig vor, dass die Kirchengemeinde nur aus einer Pfarrgemeinde besteht. Dann ist die Pfarrgemeinde mit der Kirchengemeinde identisch, der Ältestenkreis ist gleichzeitig Kirchengemeinderat. Die Sitzungen des Kirchengemeinderates sind grundsätzlich öffentlich (§ 24 Abs. 1 LWG). Er beschließt den Haushalt für die Kirchengemeinde und ihre Pfarrgemeinden. Sein Vorsitzender vertritt die Kirchengemeinde im Rechtsverkehr.

#### Evangelisch-Lutherische Kirche in Bayern
Die Befugnisse des aus Pfarrern und gewählten sowie (von diesen) berufenen Mitgliedern bestehenden Kirchenvorstands einer Kirchengemeinde (Kirchenvorsteherinnen und Kirchenvorsteher genannt) sind in der Evangelisch-Lutherischen Kirche in Bayern durch §§ 18 ff. der Kirchengemeindeordnung festgelegt. Der Kirchenvorstand wählt – meist aber nicht zwingend aus seiner Mitte – einen „Kirchenpfleger“, der für die Einhaltung des Haushaltsplanes verantwortlich ist. Die Amtszeit des Kirchenvorstands beträgt sechs Jahre, § 30 Abs. 1 KGO. Wahlberechtigt sind alle, die das 14. Lebensjahr vollendet haben oder bereits konfirmiert sind. Benachbarte Gemeinden können sich zu Gesamtkirchengemeinden zusammenschließen, sie werden dann von der Gesamtkirchenverwaltung geleitet, die aus Pfarrern und Kirchenvorstehern besteht (§§ 86 ff KGO). Die letzte Kirchenvorstandswahl fand am 20. Oktober 2024 statt.

#### Evangelisch-Lutherische Landeskirche Hannovers
In der Evangelisch-Lutherischen Landeskirche Hannovers sind Gemeindemitglieder ab 14 Jahren wahlberechtigt. Die Amtszeit des Kirchenvorstands (vgl. dazu §§ 26 ff. Kirchengemeindeordnung) beträgt sechs Jahre. Die letzte Kirchenvorstandswahl fand am 10. März 2024 statt.

#### Evangelische Kirche der Pfalz
In der Evangelischen Kirche der Pfalz besteht das Presbyterium aus gewählten und berufenen Mitgliedern (Presbyterinnen und Presbyter) sowie aus den Pfarrerinnen und Pfarrern aller Pfarrämter der Kirchengemeinde. Sind zwei Pfarrerinnen oder Pfarrer gemeinsam Inhaberin oder Inhaber oder Verwalterin oder Verwalter einer Pfarrstelle, so ist eine oder einer von ihnen Mitglied des Presbyteriums; die andere Pfarrerin oder der andere Pfarrer nimmt an den Sitzungen des Presbyteriums mit beratender Stimme teil. Das Nähere kann durch Gesetz geregelt werden (§10 der Kirchenverfassung).
Die Presbyterinnen und Presbyter werden gewählt oder berufen. Die Amtsdauer des Presbyteriums beträgt sechs Jahre (§11 der Kirchenverfassung).
Zu den Aufgaben des Presbyteriums gehört insbesondere (§13 der Kirchenverfassung):
1. für den Dienst der haupt-, neben- und ehrenamtlichen Mitarbeiterinnen und Mitarbeiter in der Kirchengemeinde Sorge zu tragen,
2. die Gemeindearbeit in allen Bereichen zu fördern,
3. zur Aussprache über kirchliche Angelegenheiten und zur Pflege des kirchlichen Lebens Gemeindeversammlungen einzuberufen,
4. für die Durchführung von Sammlungen zu sorgen,
5. die Gemeindeglieder zu informieren,
6. das Vermögen der Kirchengemeinde gewissenhaft zu verwalten,
7. dafür zu sorgen, dass die Gebäude nebst Zubehör in gutem Zustand erhalten werden,
8. das Pfarrwahlrecht der Kirchengemeinde nach Maßgabe der gesetzlichen Bestimmungen auszuüben,
9. die Kirchengemeinde gerichtlich und außergerichtlich zu vertreten.

Wahlberechtigt ist, wer das 14. Lebensjahr vollendet hat. Wählbar ist, wer das 18. Lebensjahr vollendet hat (§ 101 Kirchenverfassung).
Die letzte Wahl der Presbyterien fand am 29. November 2020 statt. Die Wahlbeteiligung lag bei 32 Prozent und somit um 0,8 Prozentpunkte höher als den Wahlen im Jahr 2014.

#### Evangelische Kirche im Rheinland
Die Gemeinden der Evangelischen Kirche im Rheinland werden vom Presbyterium geleitet. Diesem gehören die Gemeindepfarrer als geborenes Mitglied  sowie eine von der Gemeindegröße abhängige Zahl von Presbytern an. Dabei wird darauf geachtet, dass die Zahl der Ehrenamtlichen die der Theologen deutlich übersteigt. Teilen zwei Pfarrer (in der Regel ein Ehepaar) sich eine Pfarrstelle, ist nur einer Mitglied im Presbyterium, der andere hat beratende Stimme. Andere Geistliche können mit beratender Stimme an den Sitzungen teilnehmen, ebenso Mitarbeiter in Fragen ihres Arbeitsbereiches. In jedem Presbyterium soll aber mindestens ein Mitarbeiter vertreten sein.
Die Aufgaben des Presbyteriums umfassen das ganze gemeindliche Leben: So entscheidet es z. B. über alle Einstellungen (auch die Wahl neuer Pfarrer), über Zeit und Ablauf der Gottesdienste, die Konfirmation oder über Bau, Unterhalt und Verkauf der kirchlichen Gebäude und Grundstücke. Übergeordnete Aufsichtsinstanz ist der Kreissynodalvorstand, bei besonders schwerwiegenden Entscheidungen in finanzieller, personeller oder baulicher Hinsicht die Kirchenleitung.
Die Wahl des Presbyteriums findet alle vier Jahre statt. Wahlberechtigt sind alle konfirmierten Gemeindemitglieder. Aus Gründen der Verwaltungsvereinfachung wird bei den über 16-Jährigen auf die Vorlage der Konfirmationsbescheinigung verzichtet.
Wählbar sind Gemeindemitglieder ab der Volljährigkeit bis zur Vollendung des 75. Lebensjahres. Mit dem 75. Geburtstag muss man aus dem Presbyterium ausscheiden.
Bei der Kirche angestellte Mitarbeiter außer den Pfarrern werden über eine gesonderte Liste gewählt. Sie haben im Presbyterium geringfügig eingeschränkte Befugnisse. So dürfen sie z. B. nicht den Vorsitz oder ein Kirchmeisteramt übernehmen.
Nicht wählbar sind enge Verwandte eines Presbyters. Aufgrund der zunehmenden Arbeitslosigkeit von ordinierten Theologen, wurde die bisherige Regelung, wonach  Ordinierte nicht ins Presbyteramt gewählt werden können, dahingehend geändert, dass Ordinierte, sofern sie in keinem Pfarrdienstverhältnis stehen, als Presbyterin oder Presbyter gewählt werden können.
Für jede Pfarrstelle der Gemeinde entsendet das Presbyterium einen Delegierten in die Kreissynode, das Parlament des Kirchenkreises. Die Gemeindepfarrer sind dort geborene Mitglieder (bei geteilten Stellen: nur diejenigen, die Mitglied des Presbyteriums sind).

#### Evangelische Kirche von Westfalen

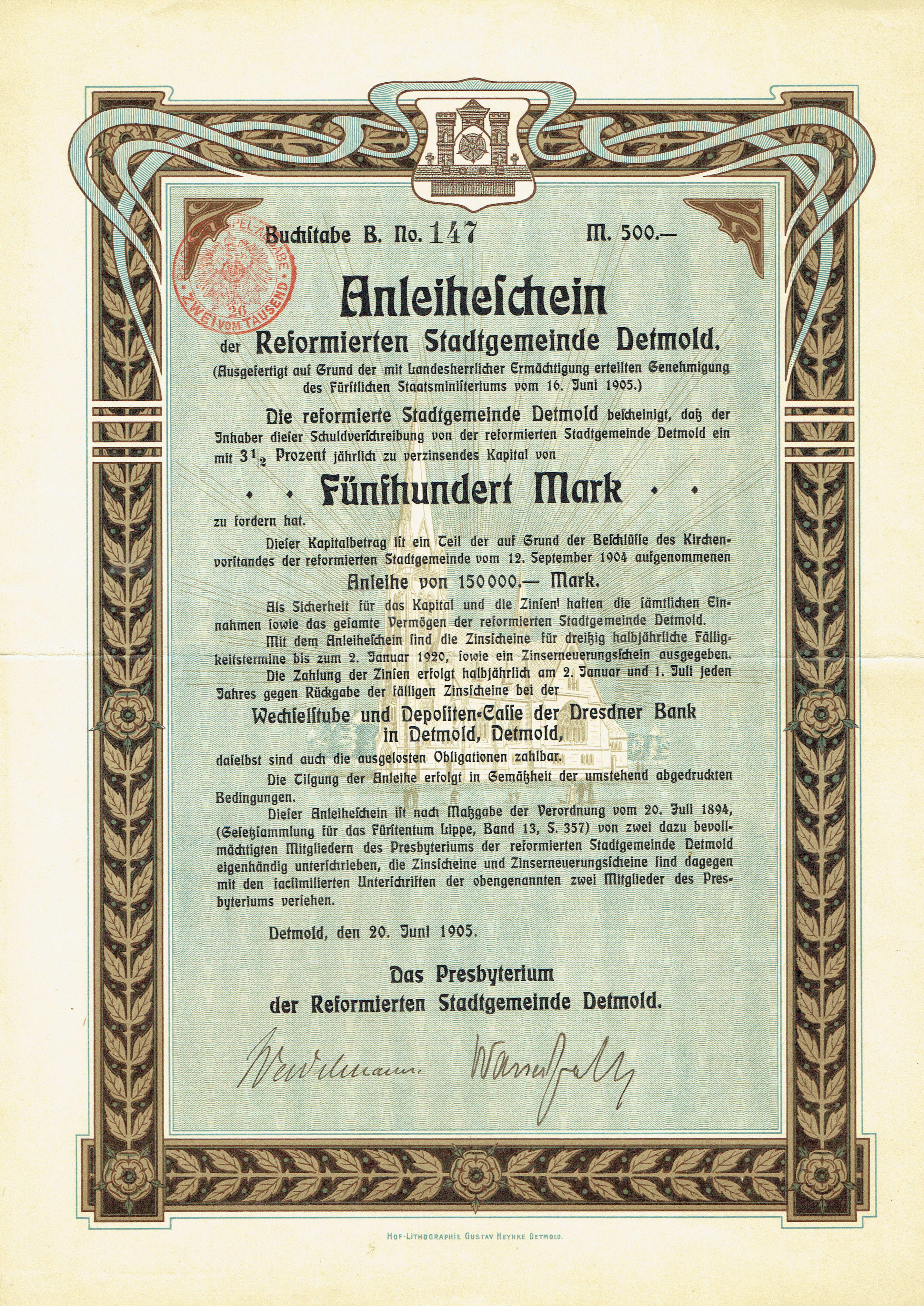
Anleihe der Reformierten Stadtgemeinde Detmold von 1905 mit Abbildung der Christuskirche im Unterdruck und zweier Unterschriften aus dem Presbyterium der Reformierten Stadtgemeinde Detmold.

Die Kirchengemeinden der Evangelischen Kirche von Westfalen werden von einem Presbyterium geleitet. Ihm gehören die von den Gemeindemitgliedern gewählten Presbyterinnen und Presbyter (griechisch: Älteste) und die Pfarrer bzw. Pfarrerinnen an. Die Presbyter müssen mindestens 18 Jahre alt sein, wählen dürfen konfirmierte Gemeindemitglieder ab 14. Die Wahlen zum Presbyterium finden alle vier Jahre statt.
Das Presbyterium ist verantwortlich für die Verkündigung des Wortes Gottes und den gesamten Dienst der Gemeinde. Es wählt die Pfarrerinnen und Pfarrer, verwaltet die Kirchengemeinde und entscheidet bei der Aufstellung des Haushaltes auch über die Verwendung der Kirchensteuern. Die Größe eines Presbyteriums richtet sich nach der Zahl der Gemeindemitglieder, wenn größere Gemeinden in Bezirke gegliedert sind, hat man oft Bezirkspresbyterien eingerichtet. Die Männer und Frauen im Presbyterium haben sich in aller Regel auf bestimmte Aufgabengebiete spezialisiert (z. B. Kindergarten, Jugendarbeit, Bauangelegenheiten oder Friedhofsfragen) – verantwortet aber wird alles gemeinsam.

#### Evangelische Landeskirche in Württemberg
Die württembergischen Kirchengemeinden werden von gewähltem Kirchengemeinderat und Gemeindepfarrer gemeinsam geleitet, § 16 Kirchengemeindeordnung (KGO). Die Wahlen finden alle sechs Jahre, gleichzeitig mit den badischen Kirchenwahlen statt. Wählen darf, wer das 14. Lebensjahr vollendet hat, die zu Wählenden müssen volljährig sein.
Der Kirchengemeinderat kann eines seiner Mitglieder zum Vorsitzenden berufen, das dann vom Dekan zum Ehrenbeamten auf Zeit ernannt wird und Anspruch auf Ersatz der Auslagen und eine Aufwandspauschale hat (§ 23 KGO). Zweiter Vorsitzender ist dann der Pfarrer. Alternativ kann auch der Pfarrer in den Vorsitz gewählt werden, allerdings ohne die oben genannten Rechtsfolgen. Die Vorsitzenden sind Dienstvorgesetzte der Arbeitnehmer in der Kirchengemeinde, vertreten die Gemeinde im Rechtsverkehr und haben Beschlüssen des Kirchengemeinderats, die gegen Kirchenrecht verstoßen, mit aufschiebender Wirkung zu widersprechen (§ 24 KGO). Die Sitzungen des Kirchengemeinderates sind grundsätzlich öffentlich.
Gemäß § 12 Abs. 2 KGO kann der Kirchengemeinderat mit zwei Dritteln der Stimmen seiner Mitglieder bis zu vier weitere Mitglieder zuwählen. Allerdings darf die Zahl der Zugewählten nicht mehr als ein Viertel der gewählten Mitglieder betragen. Dabei sollen vorrangig Personen berücksichtigt werden, welche in die verschiedenen Arbeitsbereiche der Kirchengemeinde besondere Fähigkeiten, Erfahrungen und Kenntnisse einbringen können.
Die Aufgaben des Kirchengemeinderates sind unter anderem die Besetzung der Pfarrstelle, Festlegung der örtlichen Gottesdienstordnung, Verwaltung des Gemeindevermögens und Ausübung des Hausrechts. Dem Kirchengemeinderat gehört kraft Amtes ein gewählter „Kirchenpfleger“ an, der den Kirchengemeinderat in Rechts-, Verwaltungs- und Vermögensangelegenheiten unterstützt, § 37 KGO. Die Kirchenpfleger sind, je nach Gemeindegröße und Verwaltungsaufwand, meist nebenamtliche oder hauptamtliche Angestellte der Kirchengemeinden.
Mehrere Kirchengemeinden können sich zu Gesamtkirchengemeinden zusammenschließen. Dann existiert neben den einzelnen Kirchengemeinderäten ein gemeinsames Gremium, der Gesamtkirchengemeinderat.

### Evangelisch-methodistische Kirche
Das gemeindeleitende Gremium der Evangelisch-methodistischen Kirche (EmK) heißt Gemeindevorstand. Der evangelisch-methodistische Kirchenvorstand hat dagegen Funktionen auf einer höheren organisatorischen Ebene (beispielsweise ganz Deutschland).
In der EmK gehören oft mehrere räumlich benachbarte Gemeinden zu einem Bezirk. In seltenen Fällen bildet nur eine Gemeinde einen Bezirk. Auf Bezirksebene gibt es neben der Bezirkskonferenz auch einen Bezirksvorstand, der zwischen den Bezirkskonferenzen tagt und ihr rechenschaftspflichtig ist.
Manche Mitglieder gehören dem Gemeindevorstand von Amts wegen an: Pastoren und gewählte Laienmitglieder der Jährlichen Konferenz. Die anderen Mitglieder werden von der Bezirkskonferenz bestimmt. Die Amtsdauer beträgt vier Jahre. Eine Aufgabe des Gemeindevorstands ist die Empfehlung zur Aufnahme in die volle Kirchengliedschaft. Die anderen Aufgaben werden ihm von der Bezirkskonferenz zugewiesen, der er rechenschaftspflichtig ist.